# Paranomis nodicosta
Paranomis nodicosta is een vlinder uit de familie van de grasmotten (Crambidae). De wetenschappelijke naam van de soort is voor het eerst geldig gepubliceerd in 1968 door Munroe & Mutuura.